# Eskimi
Eskimi (sebe imenujejo Inuit; v ednini Inuk) so polarno ljudstvo altajskega (mongoloidnega) tipa, naseljeno na vzhodu od Grenlandije, Zaliva sv. Lovrenca, ob obali in priobalju Severne Amerike vse do sosednje severovzhodne obale Sibirije (Jupik ali Juit Eskimi s Čukotskega polotoka). Eskimi, prebivalci nepreglednih snežnih prostranstev, se po svoji domovini premikajo s pasjimi vpregami, na manjše razdalje pa pozimi uporabljajo krplje. Po morju se premikajo s čolni, kot sta kajak in umiak. Njihova oblačila in obutev so topla in krznena. Tipični simboli eskimskega kulturnega izročila so tudi snežna očala z zelo ozkimi režami za oči, katerih namen je zaščititi oči pred snežno slepoto, ki nastane zaradi odboja sončnih (UV) žarkov od zaledenele snežne skorje. Posledica je opekline mrežnice in snežna slepota.
Eskimi so miroljubno ljudstvo, v svojem jeziku niso imeli izraza za besedo 'vojna', prav tako kot njihovi južnejši sosedje Indijanci niso imeli besede za 'laž'. Te pomembne značilnosti zahodne kulture so jim prinesli šele beli priseljenci. Danes Eskimi štejejo 17.000 v Kanadi, 1500 v Sibiriji, 45.000 na Grenlandiji in 28.000 na Aleutih in Aljaski. Skupno jih je več kot 90.000 južno od arktičnega kroga.

## Ime
Ime Eskimi izvira iz abenaškega naziva Esquimantsic za 'jedci surovega mesa', ki so ga dobili, ker jedo surovo meso. Eskimi se v lokalnih narečjih sami imenujejo Inuit, Innuit, Innuin itd., kar preprosto pomeni 'ljudje'. Pri drugih sosednjih indijanskih plemenih, ki do njih niso imela simpatij, so jih imenovali: En-na k'ié (sovražniki), Indijanci Slave, enako velja za ime En-na-k'e pri Indijancih Kavčodinne. Nekatera sosednja plemena Algonquian so jih imenovala Nottaway, kar pomeni 'kače'. Indijanci Kenai ali Tnaina so jih imenovali Ultsehaga (sužnji), saj je bilo običajno, da so nekateri Atapaskani s seboj vlačili Eskime za sužnje, od tod tudi to ime. Ime Chippewa (jezikovnega rodu Algonquian) Eshkibod ima zagotovo enak pomen kot abenaško ime Esquimantsic.
Ime Eskimi se je ukoreninil po vsem svetu, zato se uporablja tudi v strokovni literaturi. Prvič se ime Eskimo v poročilih pojavi leta 1612 pri Pierru Biardu kot 'Excominqui' (izobčeni). Nastalo je iz abenaškega imena za 'jedce surove hrane' in po Lipsovi iz 'Excominqui'. Meso in ribe, pogosto surove, so skoraj izključna hrana. Indijanci so to smatrali za barbarstvo. Biard, ki je bil med njimi prvi duhovnik, meni, da je treba te domorodce smatrati za 'izobčene', saj so bili sovražni do krščanstva. Biard je besedo zapisal v latinščini. Lipsova (Eva Lips) zato meni, da sta abenaško ime in Biardovi 'izobčeni' korenine eskimskega imena. V angleščini se glasi Eskimo, v francoščini Esquimaux, v slovenščini Eskimi. Ime Inuit, kot se imenujejo sami, je že v množini in ga je napačno pisati Inuiti.

## Jezik
Jezik Eskimov pripada družini ali veliki družini (phylum; pl. Phyla) Eskimo-Aleutian, kateri pripada skupaj z jezikom ljudstva Aleutov (ali Oonangan).

## Kultura

### Društvo
Eskimi živijo izjemno težko življenje, v katerem je mogoče preživeti le v složni skupnosti, kjer se člani lahko zanesejo drug na drugega. Zaradi tega je pri njih, podobno kot pri Abenakih, obstajalo posebno partnerstvo med dvema moškima, katerega glavna naloga je bila medsebojna zaščita, na primer na poti ali medsebojna delitev žensk. Tukaj je zagotovo tudi razlog, zakaj so le najbolj intimne stvari zasebna lastnina. Eskimi so organizirani v majhnih skupinah, moška in ženska dela pa so strogo ločena. Moška naloga je zgraditi dom in loviti. Ženska naloga je voditi gospodinjstvo. Vodja takšne skupine mora biti sposobna oseba in je odgovoren za oskrbo svoje skupine, zlasti mora biti sposoben priti do virov hrane. Tradicionalni sistem sorodstva eskimskih skupin je podoben ameriškemu.
Eskimi poznajo tudi organizacijo plemena, vendar v večini primerov to 'pleme' ni povsem razvito. Imena teh skupnosti se končajo na –miut (izg. mjut) v pomenu 'ljudje iz', kot 'ljudje od tod' ali 'ljudje od tam'. Takšne skupine kot 'ljudje od tod' se pogosto pojavijo na povsem drugih mestih in lokacijah, kot so bili prvič videni.

### Hiša
Eskimi živijo v več tipih hiš. Obstajajo šotori iz kož karibujev in tjulnjev, kar je zanje ustrezna poletna zaščita in zavetje. V hladnejši sezoni se gradijo bivališča iz kamna, naplavljenega lesa. Zimska hiša Eskimov ima tri osnovne značilne elemente, to so:
1. Hodnik, ki se začne zunaj in vodi v notranji del hiše;
2. Klopi z mesti za svetilke in
3. pregrade, ki klop delijo na več predelkov.

To, pravi Mauss, je odvisno od lokacije in kaže spremenljive značilnosti ter ustvarja več sekundarnih variacij. Tako je v Angmagsaliku hiša dolga 7,5 m – 15 m. Praviloma leži na nagnjenem terenu in daje vtis, da je pod zemljo. Vanjo se lahko vstopi le na kolenih skozi nizek hodnik. Tla so prekrita z ravnimi kamni, na dnu pa je klop, enodelna, široka 1,2-1,5 metra in 30 cm nad tlemi. Klop je na južni in zahodni Grenlandiji nekoč počivala na stebrih, kot danes ob Mackenzijevi reki in na Aljaski, medtem ko se v Angmagsaliku opira na kamne in šoto. Nizke pregrade delijo klop na predelke, od katerih vsak pripada eni družini. Na območju Mackenzijeve reke je veliko plavajočega lesa, zato je hiša zgrajena iz velikih hlodov, postavljenih pod pravim kotom, enega na drugega. Ta hiša ima štiri strogo ločene predelke, klop je višje dvignjena kot na Grenlandiji, hodnik je še nižji in se povezuje s hodnikom predelka, in je najpogosteje obrnjen proti jugu.
V notranjosti eskimskih hiš je lahko ena (v šotoru) pa do več družin (hiše iz kamna ali lesa). V majhnih hišah iz kamna in tistih iz snega je lahko število družin do dve. Na vzhodni Grenlandiji je lahko v hišah od 6 do 9 družin, včasih pa na zahodni Grenlandiji tudi deset družin.
Poleg zasebnih hiš obstaja tudi kashim, hiša za zbiranje, katere ime je skrajšano, vendar dobesedno pomeni 'moje mesto za zbiranje'. Nahaja se po vsej Aljaski in pri vseh plemenih na ameriški obali do rta Atkinson. Na Grenlandiji ni sledi kashimov. Američani to bivališče, kjer Eskimi preživljajo svoje družabno življenje, napačno imenujejo Dance House. Znani eskimski iglu se večinoma uporablja na potovanjih, zgrajen je iz snežnih blokov. Pogosto ga imenujejo snežna hiša.

### Lov in ribolov
Domovina Eskimov je tundra, nizka, ravna, brez dreves, trajno zamrznjena pokrajina, razen prvih nekaj centimetrov tal poleti. So lovci na karibuje in morske sesalce (plavutonožce, mrože in kite) ter ribiči, na rekah in morski obali. Odvisno od sezone eskimske skupine tavajo v iskanju določene vrste hrane. V pozni pomladi in poleti lovijo črede karibujev in jih ubijajo med prečkanjem rek, edina hrana rastlinskega izvora prihaja iz želodcev teh živali. Ribe lovijo na različne načine, zlasti ko gredo gorvodno zaradi drstenja, uporabljajo mreže ali vrše. Pozimi Eskimi lovijo tjulnje na zamrznjenem oceanu, kar je značilno za skupine v osrednjem delu severne Kanade. V ledu vrtajo luknje, skozi katere tjulnji prihajajo po zrak. Pri takšnem lovu pogosto uporabljajo tudi pse, da jih izsledijo. Lovec čaka s harpuno z zastrupljeno konico, pogosto tudi več ur v hudem mrazu. Na Grenlandiji in zahodni Aljaski, kjer led ni popolnoma okoval morja, tjulnji in mroži pomolijo glave med plavajočimi ledenimi ploščami, da bi zajeli zrak. Eskimski lovec bi stal na ledeni plošči ali v kajaku in čakal na priložnost, da pošlje svojo harpuno proti živali. V novejšem času Eskimi pri teh lovih uporabljajo tudi puške.

### Pripomočki in orodje
Eden zanimivejših primerkov eskimske materialne kulture je nož ulu, ženski nož, sestavljen iz ročaja in polkrožnega rezila. En primerek iz obdobja, morda kulture Punuk (500-1200 pred n. št.), je bil najden na Aljaski. Njegovo rezilo je iz skrilavca. Ročaji ulu-nožev so bili izdelani iz rogov losa ali karibuja, rezilo pa iz skrilavca, danes iz jekla.

### Kajak in umiak
Umiak je odprt čoln iz lesenega ogrodja, prekrit s kožo tjulnja ali mroža. To plovilo lahko prevaža 30 ljudi in nekaj ton blaga. V zahodnem Arktiku ga Eskimi uporabljajo tako za potovanja kot za lov. Dolg je približno 9 ali 10 metrov, širok dva metra in en meter globok. V vzhodnem Arktiku služi za transport. Umiak pogosto imenujejo 'ženski čoln', ker so ga upravljale predvsem ženske, medtem ko so moški lovili. Drugo znano eskimsko plovilo je kajak. Ta usnjeni čoln je nepotopljiv, vendar izjemno nestabilen za slabega kajakaša, kar v arktičnih vodah praviloma pomeni smrt. Obstaja več tipov, ima odlične manevrske sposobnosti. Dolg je od 3 do 9 metrov, širok od 38 do 82 centimetrov in globok od 17 do 39 centimetrov. Kajak Eskimom služi za lov na morske sesalce in ptice. Orožje lovca v kajaku je harpuna.

## Plemena in skupnosti pri Eskimih
Po Boasu obstaja 8 geografskih skupin: 
- grenlandska,
- Eskimi Baffinove dežele in Labradorja,
- Eskimi polotoka Melville, severnega Devona, severne Baffinove dežele in severozahodne obale Hudsonovega zaliva,
- izumrli Sagdlirmiut,
- Eskimi Boothia Felixa (danes Boothia), King Williama in sosednjega kopna,
- Eskimi Viktorije in zaliva Coronation (vključno z Kangormiuti in Kidneliki, ki sta morda eno pleme),
- Eskimi med Bathurstom in Herschelom, vključno z ustjem Mackenzijeve reke in
- aljaški Eskimi.

Swantonov seznam je nekoliko drugačen:
- I. Labradorski Eskimi
- II. Centralni Eskimi
- III. Mackenzie Eskimi (Eskimi Mackenzijeve reke )
- IV. Grenlandski Eskimi
- V. Aljaški Eskimi
- VI. Yupik (delno na Aljaski, delno v Sibiriji)

## Splošni in citirani viri
- Kaplan, Lawrence D. (1990). »The Language of the Alaskan Inuit« (PDF).  V Dirmid R. F. Collis (ur.). Arctic Languages. An Awakening. Vendôme: UNESCO. str. 131–158. ISBN 92-3-102661-5.
- Menovshchikov, Georgy (1990). »Contemporary Studies of the Eskimo–Aleut Languages and Dialects: A Progress Report« (PDF).  V Collis, Dirmid R. F. (ur.). Arctic Languages. An Awakening. Vendôme: UNESCO. str. 69–76. ISBN 92-3-102661-5.
- Nuttall, Mark (2005). Encyclopedia of the Arctic. New York: Routledge. ISBN 978-1-57958-436-8.
- Vakhtin, Nikolai (1998). »Endangered Languages in Northeast Siberia: Siberian Yupik and other Languages of Chukotka«.  V Erich Kasten (ur.). Bicultural Education in the North: Ways of Preserving and Enhancing Indigenous Peoples' Languages and Traditional Knowledge (PDF). Münster: Waxmann Verlag. str. 159–173. ISBN 978-3-89325-651-8. Arhivirano iz prvotnega spletišča (PDF) dne 13. aprila 2007. Pridobljeno 22. aprila 2019.
- »Inuit or Eskimo: Which name to use?«. Alaska Native Language Center. Pridobljeno 30. novembra 2021.